# Skaudvilė
Skaudvilė (ryska: Скаудвиле) är en ort i Litauen. Den ligger i den centrala delen av landet, 190 km väster om huvudstaden Vilnius. Skaudvilė ligger 103 meter över havet och antalet invånare är 1 976.
Terrängen runt Skaudvilė är platt, och sluttar söderut. Runt Skaudvilė är det ganska glesbefolkat, med 31 invånare per kvadratkilometer. Skaudvilė är det största samhället i trakten. Trakten runt Skaudvilė består till största delen av jordbruksmark.